# Mycalesis vulgaris
Mycalesis vulgaris är en fjärilsart som beskrevs av Butler 1868. Mycalesis vulgaris ingår i släktet Mycalesis och familjen praktfjärilar. Inga underarter finns listade i Catalogue of Life.